# Platysace pendula
Platysace pendula är en flockblommig växtart som först beskrevs av George Bentham, och fick sitt nu gällande namn av C.Norman. Platysace pendula ingår i släktet Platysace och familjen flockblommiga växter. Inga underarter finns listade i Catalogue of Life.